# PET cerebrale
La PET cerebrale con FDG permette di valutare il metabolismo glicidico a livello cerebrale ed è utilizzata nella diagnosi delle demenze e nella valutazione del deterioramento cognitivo lieve (MCI Mild Cognitive Impairment). Di solito in clinica si utilizzano tomografi PET/CT, ma sono disponibili in commercio anche tomografi PET abbinati a una Risonanza Magnetica (PET/RM o PET/MRI). Ove non sia disponibile un tomografo PET è possibile ottenere dati del medesimo significato mediante la più vecchia SPECT cerebrale perfusionale (ma meno accurati, per via della più bassa risoluzione spaziale e di contrasto di questa metodica). Flusso ematico e metabolismo neuronale infatti sono strettamente correlati, in quanto i neuroni non possiedono riserve energetiche, quindi un aumento del metabolismo locale può essere ottenuto solo mediante un aumento del flusso di sangue alla regione interessata. Altri traccianti meno utilizzati (specie in campo di ricerca) consentono poi di valutare direttamente il flusso ematico cerebrale (acqua marcata con ossigeno 15, anidride carbonica, monossido di carbonio e butanolo sono marcabili con carbonio 11 o ossigeno 15) e l'estrazione cerebrale di ossigeno (Ossigeno 15 biatomico).
Mediante ulteriori radiofarmaci è possibile anche eseguire l'imaging della neurotrasmissione (In particolare del sistema dopaminergico. Tale argomento è ampiamente trattato nella relativa voce) o mirato alla ricerca di depositi e placche di beta amiloide nel sospetto di Malattia di Alzheimer.
Sono in studio inoltre dei traccianti specifici per la Proteina Tau (sostanza spesso associata a molte patologie neurodegenerative).
In questa voce sono discusse le applicazioni della PET per lo studio delle malattie neurodegenerative. Per le applicazioni in oncologia cerebrale consultare la relativa voce

## Cinetica dell'FDG a livello cerebrale
L'FDG è in grado di oltrepassare la barriera emato-encefalica utilizzando gli stessi trasportatori utilizzati dal glucosio fisiologico (GLUT) e di accumularsi nei neuroni ove viene fosforilato in posizione 6 dall'esochinasi e quindi intrappolato nella cellula in quanto non può così né uscire da essa né proseguire nella glicolisi per via dell'atomo di fluoro in posizione 2. Il primo di questi due processi è visibile nei primi 10-15 minuti come un incremento della captazione cerebrale in un'acquisizione dinamica (eseguita iniettando il radiofarmaco con il paziente sul tomografo) mentre la reazione di fosforilazione avviene a 30-45 minuti dall'iniezione. Con questo tipo di acquisizione e mediante l'utilizzo di appositi modelli matematici è possibile misurare (metodica quantitativa) il metabolismo glicidico cerebrale; tuttavia tale metodica, per la sua complessità, è utilizzata solo a fini di ricerca.

## Indicazioni e interpretazione delle immagini
La diagnosi, anche differenziale, delle demenze e delle malattie neurodegenerative in generale è la principale indicazione della PET cerebrale con FDG (le cui alterazioni precedono quelle rilevabili con le analisi morfologiche come TC o RM). Qui sotto è mostrata una sintesi delle aree più spesso ipometaboliche nelle patologie più spesso studiate. È bene tenere comunque presente che, con il progredire di esse, il processo morboso può arrivare spesso a interessare l'intero ambito corticale.
| Patologia Neurodegenerativa                     | Pattern di Ipometabolismo                                                                                     |
| ----------------------------------------------- | --- |
| demenza di Alzheimer (AD)                       | corteccia temporale, cingolata posteriore e parietale                                                         |
| demenza frontotemporale (FTD)                   | corteccia frontale, insulare e temporale anteriore                                                            |
| demenza a corpi di Lewy (DLB)/Parkinson demenza | come AD più la corteccia occipitale                                                                           |
| demenza vascolare                               | disomogeneo e diffuso; a "macchia di leopardo" (in corrispondenza delle aree che hanno subito danno anossico) |
| Malattia di Parkinson                           | controlateralmente al lato con i sintomi in sede parieto-occipitale e frontale                                |
| Atrofia multisistemica (MSA)                    | putamen bilateralmente e cervelletto                                                                          |
| Paralisi sopranucleare progressiva (PSP)        | corteccia prefrontale, caudato, talamo e mesencefalo                                                          |
| Degenerazione cortico-basale (DCB)              | Tutta la corteccia e i nuclei della base controlateralmente al lato con i sintomi                             |
| Sclerosi Laterale Amiotrofica (SLA)             | corteccia frontale (specie motoria). Associato ipermetabolismo in sede mesencefalica                          |

## Esecuzione dell'esame con Fluoro-Desossiglucosio (FDG)
Prima di somministrare il radiofarmaco il paziente deve essere a digiuno (anche da bevande che non siano acqua) e la glicemia deve mantenersi sotto il valore di 200 mg/dl (circa 11 mmol/L). L'iniezione viene eseguita in un ambiente tranquillo e con poca luce. L'acquisizione delle immagini è effettuata intorno a 45-60 minuti dall'iniezione per ottenere il miglior rapporto segnale/fondo.
Prima dell'acquisizione dell'immagine PET è acquisita anche una TC a bassa dose utilizzata poi dall'elaboratore della macchina nella correzione della PET per l'attenuazione e per la fusione delle immagini.
Le immagini sono quindi ricostruite secondo i piani standard (assiale, coronale ed eventualmente sagittale) e valutate dal medico nucleare (analisi qualitativa). In alcuni casi sono utilizzate anche l'analisi semiquantitativa mediante Regioni di Interesse o quella Statistico-Parametrica. Prima delle analisi (statistiche e non), i valori di captazione sono normalizzati rapportandoli con un'area di solito non influenzata dai processi morbosi, in modo da rendere confrontabili i dati di diversi soggetti con differente metabolismo e attività somministrata. Di solito si utilizzano il ponte o il cervelletto come regioni di riferimento.

## Amyloid PET

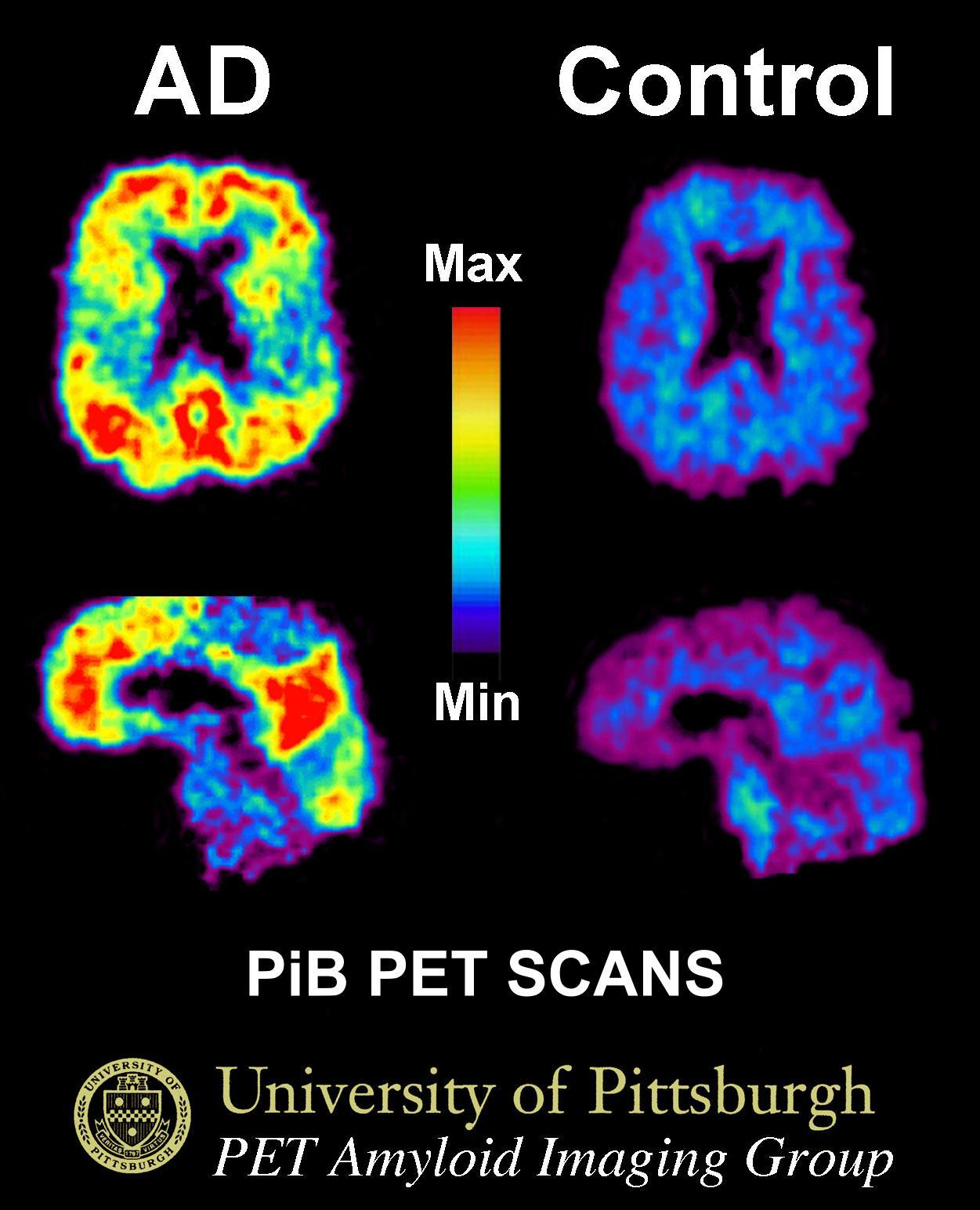
Questa immagine mostra una scansione PiB-PET di un paziente con malattia di Alzheimer a sinistra, e di una persona anziana con memoria normale sulla destra. Le aree di rosso e giallo mostrano alte concentrazioni di PiB, nel cervello che suggeriscono quantità maggiori di depositi di Betamiloide.

Utilizzando i traccianti specifici per la beta amiloide è possibile osservare in vivo i depositi di questa sostanza a livello cerebrale, permettendo così di rendere più affidabile la diagnosi di malattia di Alzheimer. La PET così eseguita può infatti rappresentare un ottimo surrogato dell'indagine istologica sul tessuto cerebrale, che è difficilmente eseguibile in vivo.
Il primo tracciante creato con questo intento è stato il composto B di Pittsburg marcato con carbonio-11 (11C-PiB). Tale sostanza, derivata dalle tioflavine (coloranti utilizzati in istologia per evidenziare le placche di beta amiloide) ha però l'inconveniente di decadere troppo rapidamente per permetterne l'utilizzo lontano dal luogo di sintesi, motivo per cui sono stati successivamente messi in commercio dei traccianti marcati con fluoro-18. Al momento sono disponibili tre traccianti di questo tipo: il 18F-flutemetamolo (nome commerciale: Vizamyl, anch'esso un derivato della tioflavina), il 18F-Florbetapir (nome commerciale: Amyvid) e il 18F-FlorBetaben (nome commerciale: NeuraCeq). Gli ultimi due composti elencati sono derivati da un altro colorante per l'istologia specifico per l'amiloide, il Rosso Congo.
Le immagini con questi ultimi tre traccianti devono essere eseguite e valutate rispettando le procedure predisposte al loro utilizzo, che sono leggermente differenti da una molecola all'altra; tuttavia, in tutti i casi, ciò che si va a valutare è l'eventuale perdita di contrasto nelle immagini fra la sostanza bianca (che fisiologicamente fissa queste molecole, in quanto lipofile) e la sostanza grigia, che normalmente non lega questi radiofarmaci (lo fa solo quando al suo interno sono presenti le placche di beta amiloide). Il principale fattore confondente nello studio di queste immagini è l'atrofia corticale (che può produrre dei falsi positivi). Per tale ragione spesso le immagini sono interpretate sovrapponendole a una TC o RM acquisita in contemporanea o separatamente a breve distanza di tempo (previa coregistrazione).

## Fluoroetil-L-tirosina
Nel 2024 l'Aifa ha autorizzato per la prima volta al mondo l'uso della Fluoroetil-L-tirosina come mezzo di contrasto per la diagnostica di tumori cerebrali, essendo questo farmaco assorbito maggiormente dai tessuti tumorali rispetto a quelli sani.

## Alternative
Nel 2025 la Food and Drug Administration statunitense ha autorizzato il primo test del sangue al mondo che misura il rapporto tra le concentrazioni etematiche di pTau217 e ß-amiloide 1-42. 
La revisione della letteratura disponibile ha evidenziato che tale parametro è un buon predittore della concentrazione di betamiloide nel cervello. 
Il test viene eseguito in ambito sanitario ed è riservato alle persone con più di 55 anni di età che presentano deficit cognitivo e deve essere valutato insieme ad altre informazioni cliniche del paziente.